# Mutual, Ohio
Mutual là một làng thuộc quận Champaign, tiểu bang Ohio, Hoa Kỳ. Năm 2010, dân số của làng này là 104 người.

## Dân số
- Dân số năm 2000: 132 người.
- Dân số năm 2010: 104 người.